# Centigram
Centigram är en SI-enhet som motsvarar 10−2 gram, alltså ett hundradels gram. SI-symbolen för centigram är cg.
Namnet kommer från SI-prefixet centi, som är lika med hundra.

## Exempel på användning
Enheten centrigram har historiskt ibland använts om mängden läkemedel.